# 1. deild kvinnur (2012)
W roku 2012 odbyła się 28. edycja 1. deild kvinnur – pierwszej ligi piłki nożnej kobiet na Wyspach Owczych. W rozgrywkach wzięło udział 10 klubów z całego archipelagu. Tytułu mistrzowskiego broniła drużyna KÍ Klaksvík, zdobywając go ponownie po raz czternasty w swojej historii.
Mistrz Wysp Owczych dostawał prawo do gry w Pucharze UEFA Kobiet.

## Uczestnicy
| Uczestnicy 1. deild kvinnur 2011                                                                              | Uczestnicy 1. deild kvinnur 2011 | Uczestnicy 1. deild kvinnur 2011 | Uczestnicy 1. deild kvinnur 2011 |
| --- | -------------------------------- | -------------------------------- | -------------------------------- |
| KÍ | KÍ Klaksvík                      | 1                                |                                  |
| AB | AB Argir                         | 2                                |                                  |
| B36 | B36 Tórshavn                     | 3                                |                                  |
| VÍK | Víkingur Gøta                    | 4                                |                                  |
| Skála | Skála ÍF                         | 5                                |                                  |
| HB | HB Tórshavn                      | 6                                |                                  |
| Awans z 2. deild kvinnur 2011                                                                                 |                                  |                                  |                                  |
| B/N | B68 Toftir/NSÍ Runavík           | 1                                |                                  |
| ÍF | ÍF Fuglafjørður                  | 2                                |                                  |
| EBS | EB/Streymur                      | 3                                |                                  |
| FCS | FC Suðuroy                       | 4                                |                                  |
| Oznaczenia: - kolumna pierwsza – skróty nazw drużyn, - kolumna trzecia – miejsce zajęte w poprzednim sezonie. |                                  |                                  |                                  |

## Rozgrywki

### Tabela ligowa
| Lp. | Drużyna                | M  | Z  | R | P  | Bramki | Bramki | Różn. | Pkt | Uwagi                                     |
| --- | ---------------------- | -- | -- | - | -- | ------ | ------ | ----- | --- | ----------------------------------------- |
| 1   | KÍ Klaksvík (M)        | 18 | 17 | 1 | 0  | 115    | 5      | +110  | 52  | Liga Mistrzów UEFA • Runda kwalifikacyjna |
| 2   | B36 Tórshavn           | 18 | 15 | 0 | 3  | 57     | 10     | +47   | 45  |                                           |
| 3   | AB Argir               | 18 | 12 | 1 | 5  | 40     | 18     | +22   | 37  |                                           |
| 4   | HB Tórshavn            | 18 | 11 | 2 | 5  | 47     | 20     | +27   | 35  |                                           |
| 5   | Skála ÍF               | 18 | 10 | 2 | 6  | 42     | 33     | +9    | 32  |                                           |
| 6   | EB/Streymur            | 18 | 7  | 0 | 11 | 41     | 47     | −6    | 21  |                                           |
| 7   | Víkingur Gøta          | 18 | 6  | 3 | 9  | 25     | 53     | −28   | 21  |                                           |
| 8   | ÍF Fuglafjørður        | 18 | 3  | 1 | 14 | 25     | 66     | −41   | 10  |                                           |
| 9   | B68 Toftir/NSÍ Runavík | 18 | 2  | 3 | 13 | 16     | 51     | −35   | 9   |                                           |
| 10  | FC Suðuroy (S)         | 18 | 0  | 1 | 17 | 5      | 110    | −105  | 1   | Drużyna rozwiązana                        |

### Wyniki spotkań
| Gospodarz \ Gość       | AB  | B36 | B/N  | EBS | FCS  | HB  | ÍF   | KÍ   | Skála | VÍK  |
| AB Argir               |     | 1:2 | 2:0  | 4:0 | 8:0  | 0:3 | 5:2  | 0:4  | 2:1   | 3:0  |
| B36 Tórshavn           | 0:1 |     | 4:0  | 3:0 | 9:0  | 2:0 | 7:0  | 0:4  | 3:0   | 2:1  |
| B68 Toftir/NSÍ Runavík | 0:0 | 0:5 |      | 1:2 | 9:0  | 0:3 | 1:1  | 0:2  | 0:5   | 1:1  |
| EB/Streymur            | 0:3 | 0:2 | 2:0  |     | 18:2 | 1:2 | 2:0  | 1:2  | 1:4   | 6:3  |
| FC Suðuroy             | 0:5 | 1   | 0:1  | 1   |      | 1:1 | 1:7  | 0:3  | 1:4   | 2    |
| HB Tórshavn            | 0:1 | 1:3 | 3:1  | 5:0 | 1    |     | 2:1  | 1:1  | 3:5   | 3:0  |
| ÍF Fuglafjørður        | 1:3 | 1:3 | 3:1  | 1:5 | 1    | 1:4 |      | 1:11 | 0:4   | 0:1  |
| KÍ Klaksvík            | 3:0 | 1:0 | 10:0 | 7:0 | 26:0 | 2:1 | 10:1 |      | 6:0   | 11:0 |
| Skála ÍF               | 1:0 | 0:2 | 3:1  | 5:0 | 1:0  | 1:5 | 5:2  | 0:4  |       | 1:1  |
| Víkingur Gøta          | 1:2 | 0:7 | 5:0  | 3:0 | 2    | 0:7 | 1:1  | 0:8  | 2:2   |      |

Aktualne na 14 maja 2015. Źródło: FaroeSoccer.com
Objaśnienia:
1Drużyna gospodarzy jest wymieniona po lewej stronie tabeli.
Kolory: zielony – zwycięstwo gospodarzy, żółty – remis, różowy – zwycięstwo gości.
Objaśnienia:
1. Po czternastej kolejce FC Suðuroy rozwiązano, a cztery ostatnie spotkania uznano za wygrane walkowerem przez rywali.
2. Víkingur Gøta przyznano zwycięstwo 3:0 walkowerem, mimo iż spotkania rozegrano (1:2, 1:1).

## Najlepsi strzelcy
| Bramki | Strzelcy              | Drużyna         |
| ------ | --------------------- | --------------- |
| 31     | Rannvá Andreasen      | KÍ Klaksvík     |
| 22     | Heidi Sevdal          | HB Tórshavn     |
| 20     | Fríðrún Danielsen     | Skála ÍF        |
| 19     | Sigrid Jacobsen       | KÍ Klaksvík     |
| 19     | Maria Thomsen         | KÍ Klaksvík     |
| 16     | Margit Magnusdóttir   | B36 Tórshavn    |
| 16     | Sofía Purkhús         | KÍ Klaksvík     |
| 15     | Elin Maria Isaksen    | AB Argir        |
| 12     | Íðunn Magnussen       | EB/Streymur     |
| 11     | Malena Josephsen      | KÍ Klaksvík     |
| 11     | Vár Næs               | B36 Tórshavn    |
| 11     | Ásleyg Súnadóttir     | AB Argir        |
| 9      | Milja Simonsen        | HB Tórshavn     |
| 9      | Mary-Ann Zachariassen | ÍF Fuglafjørður |
| 8      | Jóhanna Lervig        | Víkingur Gøta   |
| 8      | Rudi Zachariassen     | EB/Streymur     |
| 7      | Brynja Høj            | B36 Tórshavn    |
| 7      | Elsa Maria Simonsen   | KÍ Klaksvík     |
| 6      | Birna Johannesen      | Skála ÍF        |
| 6      | Birita Mortansdóttir  | B36 Tórshavn    |
| 5      | 4 zawodniczki         | 4 zawodniczki   |
| 4      | 4 zawodniczki         | 4 zawodniczki   |
| 3      | 11 zawodniczek        | 11 zawodniczek  |
| 2      | 12 zawodniczek        | 12 zawodniczek  |
| 1      | 29 zawodniczek        | 29 zawodniczek  |
| sam.   | 8 zawodniczek         | 8 zawodniczek   |
| 2 sam. | 1 zawodniczka         | 1 zawodniczka   |

## Nagrody
Na koniec sezonu FSF Føroya przyznał nagrody dla najlepszych graczy sezonu. Ostateczne wyniki prezentowały się więc następująco:
| Nagroda      | Piłkarz          | Drużyna     |
| ------------ | ---------------- | ----------- |
| Piłkarz Roku | Rannvá Andreasen | KÍ Klaksvík |